# Harpalus regressus
Harpalus regressus är en skalbaggsart som beskrevs av Thomas Casey. Harpalus regressus ingår i släktet Harpalus och familjen jordlöpare. Inga underarter finns listade i Catalogue of Life.